# Ardem Patapoutian
Ardem Patapoutian (ur. 1967 w Bejrucie) – amerykański biolog molekularny ormiańskiego pochodzenia, laureat nagrody Nobla w dziedzinie medycyny lub fizjologii (2021).

## Życiorys
Urodził się w 1967 r. w Bejrucie w ormiańskiej rodzinie. Jego ojciec był księgowym i pisarzem, a matka nauczycielką i dyrektorką szkoły. Z powodu wojny domowej ludność ormiańska emigrowała z Libanu, w związku z czym uczęszczał do coraz mniej licznych klas w ormiańskich szkołach, a od drugiej klasy liceum był zmuszony chodzić do prywatnej szkoły. To w liceum zainteresował się naukami ścisłymi. Przez rok uczęszczał na Uniwersytet Amerykański w Bejrucie, po czym przeprowadził się do USA w 1986 r. Z powodu braku środków finansowych nie był w stanie podjąć studiów lekarskich. Ostatecznie zdecydował się na studia biologiczne, które ukończył w 1990 r. na Uniwersytecie Kalifornijskim w Los Angeles, a doktorat uzyskał w 1996 r. na California Institute of Technology, w laboratorium dr Barbary Wold.
Po uzyskaniu doktoratu pracował z dr. Lou Reichardtem na Uniwersytecie Kalifornijskim w San Francisco w ramach stażu podoktorskiego, w 2000 r. dołączył do The Scripps Research Institute, gdzie na Wydziale Neuronauki uzyskał z czasem etat profesora. Ponadto pracował równolegle w Genomics Institute of The Novartis Research Foundation (2000–2014). Badał kanały jonowe, które pośredniczą w przekazywaniu informacji pomiędzy komórkami nerwowymi.
Wyróżniony tytułami Young Investigator Award przez Society for Neuroscience (2006) i Investigator of the Howard Hughes Medical Institute (2014). Członek American Association for the Advancement of Science (2016) i National Academy of Sciences (2017), laureat nagrody Nobla w dziedzinie medycyny lub fizjologii (2021 r.).
Wykłada na Scripps Research w kalifornijskim La Jolla.

## Życie prywatne
Żonaty, ma jednego syna.